# Lanaikleidervogel
Der Lanaikleidervogel (Dysmorodrepanis munroi) auch Lanai-Hakenschnabel genannt, ist eine ausgestorbene Singvogelart aus der Unterfamilie der Kleidervögel. Die Art wurde 1913 von George Campbell Munro auf der Hawaii-Insel Lānaʻi entdeckt, ihr taxonomischer Status blieb jedoch bis 1989 ungeklärt.

## Merkmale
Der einzige bekannte Balg, der im Bernice P. Bishop Museum in Honolulu aufbewahrt wird, hat eine Länge von 152 mm. James Cowan Greenway vermutete, dass das Exemplar teilweise albinotisch war. Dies schien jedoch nicht der Fall gewesen zu sein, obwohl einige Exemplare des Gelbkopf-Kleidervogels (Psittirostra psittacea) auf Lānaʻi diese Tendenz zeigten. Im Gegensatz zum Gelbkopf-Kleidervogel ist der Lanaikleidervogel an den Zügeln und über den Augen gelblich getönt. Die Oberseite ist hell grünlich oliv. Die Unterseite ist weißlich gelb. An den Unterschwanzdecken geht die Färbung ins weißliche über. Der Überaugenstreif ist hell gelblich. Aus den breiten Spitzen und Innenfahnen der Armschwingen werden weiße Flügelfelder geformt. Der Ober- und Unterschnabel sind zueinander gekrümmt, so dass die Spitze des Unterschnabels der einzige Teil ist, der den Oberschnabel berührt und eine Öffnung hinterlässt, die den Schnabel pinzettenähnlich erscheinen lässt.

## Lebensraum
Alle aufgezeichneten Beobachtungen stammen aus den Wäldern am südwestlichen Ende Lānaʻis, insbesondere im Kaiholena Valley und in Waiakeakua. Diese Nachweise waren in Höhenlagen zwischen 600 und 800 m. Jedoch umfasste der Lebensraum des Lanaikleidervogels in der Vergangenheit tausende von Hektar auf Lānaʻi und es ist wahrscheinlich, dass diese Art einst ein viel größeres Verbreitungsgebiet auf dieser Insel hatte. Der Lanaikleidervogel war ein Standvogel. Es wird angenommen, dass er die montanen Trockenwälder bewohnte, die von ʻakoko (Euphorbia lorifolia) und ōpuhe (Urera glabra) dominiert sind. Die einzigartige Form des Schnabels, insbesondere wenn man ihn mit dem des Gelbkopf-Kleidervogels vergleicht, und seine scheinbare Seltenheit, lässt vermuten, dass der Lanaikleidervogel ein extremer Spezialist und auf diesen Lebensraum beschränkt war.

## Lebensweise
Über das Nahrungsverhalten ist nur bekannt, dass sich der Lanaikleidervogel von den Früchten der ōpuhe ernährte. Es wird auch vermutet, dass die Früchte der ʻakoko aufgrund ihrer Ähnlichkeit in Größe und Form mit der ōpuhe das Nahrungsangebot bereicherten. Jedoch wird es als unwahrscheinlich angesehen, dass diese Art ein reiner Fruchtfresser war. Vielmehr wird nahegelegt, dass der Lanaikleidervogel aufgrund seines einzigartigen Schnabels auf das Fangen von Schnecken spezialisiert war. Diese Art war sehr aktiv während der Nahrungssuche und flog beständig von Baum zu Baum. Basierend auf der Struktur des Schnabels, wird vermutet, dass er als Zange verwendet wurde, um Früchte und Blüten für den Verzehr zu pflücken. Auch ist es möglich, dass der Vogel mit seinem Schnabel Schneckerhäuser zermalmen und mit seiner primitiven und nicht röhrenförmigen Zunge das Fleisch aus der Schale extrahieren konnte. Über sein Brutverhalten ist nichts bekannt geworden. Jedoch wird vermutet, dass diese Art ähnlich wie andere Kleidervogelarten zwei bis drei Eier legte und dass die Jungvögel Nesthocker waren.

## Aussterben
Nach dem Holotypusfund im Jahr 1913 konnte Munro diese Art noch zweimal nachweisen. Im März 1916 vernahm er den Gesang von drei Exemplaren und eines davon konnte er beobachten. Im August 1918 gelang Munro eine letzte Sichtung. Zwischen 1900 und 1940 wurde fast die gesamte Waldfläche Lānaʻis in Ananasfelder umgewandelt. Dadurch wurde der Lebensraum des Lanaikleidervogels dramatisch reduziert und es wird angenommen, dass dies die wichtigste Rolle beim Aussterben dieser Art gespielt haben könnte. Ferner wird vermutet, dass die Vogelmalaria, die die Avifauna Lānaʻis seit den 1920er-Jahren befallen hatte, ebenfalls eine Aussterbeursache gewesen sein könnte. Weitere Ursachen für das Verschwinden des Lanaikleidervogels könnte die Verbreitung von Ratten und verwilderten Katzen sowie das Aussterben endemischer Schneckenarten auf Lānaʻi durch menschliche Eingriffe gewesen sein. 1988 wurde die Art in die Liste der ausgestorbenen Vogelarten der IUCN aufgenommen.

## Systematik
Im Februar 1913 entdeckte George Campbell Munro im Kaiholena Valley auf Lānaʻi eine neue Vogelart, deren Status lange Zeit rätselhaft blieb. 1919 fertigte der Ornithologe Robert Cyril Layton Perkins die wissenschaftliche Erstbeschreibung an, die jedoch in offiziellen ornithologischen Kreisen nicht anerkannt wurde. 1939 argumentierte James Cowan Greenway, dass es sich beim Lanaikleidervogel um ein anomales Exemplar des Gelbkopf-Kleidervogels handeln müsste. Er vermutete, dass das Exemplar ein junges Männchen oder wahrscheinlich eine Hybride war. Das wichtigste Erkennungsmerkmal des Lanaikleidervogels ist der Schnabel, wobei der Unterschnabel gekrümmt ist und den Oberschnabel nur an der Spitze berührt. Greenway argumentierte ferner, dass die Schnabelform auf einen Defekt, einen Unfall oder eine Mutation zurückzuführen ist und dass bei der Population des inzwischen vermutlich ebenfalls ausgestorbenen Gelbkopf-Kleidervogels auf Lānaʻi deformierte Exemplare entdeckt wurden. Weiter hob Greenway hervor, dass Munro, trotz eifriger Suchen, kein weiteres Exemplar mehr fangen konnte. 1989 untersuchten die Paläoornithologen Helen Frances James, Richard Zusi und Storrs L. Olson das Exemplar erneut. Der Schädel wurde aus dem Balg entfernt und anhand der Schädelosteologie konnte belegt werden, dass keine Deformierungen vorlagen und dass zudem der Schädel und der Unterkiefer Abwandlungen zeigten, die mit der ungewöhnlichen Schnabelform übereinstimmen. Somit wurde aufgrund dieser Analyse die Echtheit dieses Taxons festgestellt.

## Etymologie
Der Lanaikleidervogel ist die einzige Art der Gattung Dysmorodrepanis. Der Gattungsname leitet sich vom altgriechischen Begriff „dusmoros“ ab und bedeutet „deformiert“. Das Wort „drepanis“ identifiziert den Lanaikleidervogel als Kleidervogel. Es kommt aus dem Altgriechischen, bedeutet Sichel und ist eine Bezugnahme auf die sichelförmigen Schnäbel der Kleidervögel. Das Artepitheton munroi ehrt den Botaniker und Ornithologen George Campbell Munro, den Entdecker der Art.

## Weblink
- Dysmorodrepanis munroi in der Roten Liste gefährdeter Arten der IUCN 2013.1. Eingestellt von: BirdLife International, 2012. Abgerufen am 19. Oktober 2013.